# 城崎勉
城崎 勉（しろさき つとむ、1947年12月5日 - 2024年7月20日）は、日本のテロリスト、新左翼活動家。
「イシダ・ヒロフミ（Hirofumi Ishida）」「キクチ・シュンスケ（Shunsuke Kikuchi）」といった偽名を持っていた。

## 来歴
富山県下新川郡入善町出身。ベトナム戦争への反戦運動に参加し、徳島大学工学部を中退後、共産同赤軍派に参加。M作戦に関与して1971年に逮捕され、懲役10年が確定。
府中刑務所服役中の1977年にダッカ事件で超法規的措置で釈放され、日本赤軍に参加とされているが、本人は否定、日本赤軍からの生活費の支援は受けつつも加入せず、パレスチナ解放人民戦線に加入したとしている。その後、国際手配される。
1986年5月、ジャカルタ事件に関与。1992年に刑法により有期懲役の時効の15年が経過したため、服役中の日本における懲役10年の刑の時効が成立（刑の時効は公訴時効と異なり、国外逃亡の時効停止規定がない）。
1996年9月23日（現地時間）、潜伏先のネパールで旅券偽造容疑で拘束された。後に、ジャカルタ事件の容疑でアメリカに移送される。なお、この時、城崎が持っていた旅券はフィリピン人名義のものであり、日本赤軍の活動拠点の一つはフィリピンにあったと見られている。
米国の陪審員裁判では懲役30年の判決を言い渡された後、アメリカのテキサス州ボーモント連邦刑務所に服役。模範囚として刑期が短縮されたことで2015年1月16日（現地時間）に刑務所から釈放され 、ミシシッピ州ヤズーシティの収容施設へ移送、2015年2月16日朝（現地時間）、同施設から釈放され、移民・関税執行局に引き渡され、日本へ強制送還された。警視庁公安部は成田国際空港内で、インドネシアの首都ジャカルタでの在外公館に対する迫撃弾発射事件に関与したとして、殺人未遂と現住建造物等放火未遂容疑で逮捕した。3月13日に殺人未遂罪で起訴し、偽造された他人の旅券をジャカルタで使った偽造有印公文書行使容疑で再逮捕した。4月3日に偽造有印公文書行使罪で追起訴する一方で、現住建造物等放火未遂罪については不起訴処分とした。
2016年に東京地裁で裁判員裁判が開かれ、弁護側は「事件当時レバノンにいた」「ホテルで見つかった指紋は捜査機関がでっち上げた」として無罪を主張したものの、11月24日に「組織的犯行のために重要な役割を果たし、反省の態度も見られない」「無差別に多くの命に危険を及ぼす極めて悪質な犯行だ」「被告が実行犯かどうかの証拠がないが、犯行の計画を知って、発射に適したホテル一室を確保する重要な役割を果たした」と指摘し、懲役12年の判決が言い渡された。弁護側は判決を不服として即日控訴した。
2018年9月26日、東京高裁（栃木力裁判長）は一審判決を支持し、弁護側の控訴を棄却した。
2024年7月20日、服役していた府中刑務所で、夕食時に食べ物をのどに詰まらせ、そのまま窒息死した。76歳没。

## 人物
府中刑務所服役中に後に作家になる安部譲二と会っている。安部は城崎にボクシングを教え、親交を深め、城崎の勧めで著作を始めたという。また、事前にダッカ日航機ハイジャック事件が起こることを暗に教えられ、同行しないかとオルグされたという。
映画化された安部の著作『塀の中の懲りない面々』では城崎に相当するキャラクターを柳葉敏郎が演じている。